# Lindy Booth
Lindy Booth (Oakville, Ontario; 2 de abril de 1979) es una actriz canadiense, que actualmente reside en Los Ángeles, California. Participó como Hawk/Riley Grant en la serie de Disney Channel The Famous Jett Jackson y como Claudia en Relic Hunter.
Otros créditos incluyen estrella invitada en personajes diferentes en dos episodios de la serie de A&E Network, y un papel recurrente en la segunda temporada de The 4400.
También interpretó a Dodger Allen en la película Cry Wolf (2005) y a Nicole en Dawn of the Dead (2004), y tuvo un pequeño papel en Wrong Turn junto a Eliza Dushku.
Además, ha aparecido en series como CSI: Nueva York,Ghost Whisperer y Star Treek "Extraños nuevos mundos" 1a. Temporada capítulo 6. También tuvo un papel recurrente en October Road de ABC e interpretó a A. J. Butterfield en la serie de NBC The Philantropist y a Stephanie Goodison en la serie Warehouse 13 de SyFy.

## Filmografía

### Cine
| Año  | Título                                | Personaje                        | Notas           |
| ---- | ------------------------------------- | -------------------------------- | --------------- |
| 1999 | Teenage Space Vampires                | Katie                            |                 |
| 1999 | Detroit Rock City                     | Muchacha #1                      |                 |
| 2001 | Century Hotel                         | Sylvia / Supergirl               |                 |
| 2002 | Winter Sun                            | Zoe                              | Corto           |
| 2002 | The Skulls II                         | Kelly                            | Directo-a-vídeo |
| 2002 | American Psycho II: All American Girl | Cassandra Blaire                 | Directo-a-vídeo |
| 2002 | Fairytales and Pornography            | Laura                            |                 |
| 2002 | Rub & Tug                             | Lea                              |                 |
| 2002 | Bollywood/Hollywood                   | Desconocida                      | No acreditada   |
| 2003 | Wrong Turn                            | Francine Childes                 |                 |
| 2003 | Hollywood North                       | Molly                            |                 |
| 2003 | Public Domain                         | Monica                           |                 |
| 2004 | Dawn of the Dead                      | Nicole                           |                 |
| 2005 | Lucid                                 | Sophie                           |                 |
| 2005 | Cry Wolf                              | Dodger Allen / The Wolf          |                 |
| 2007 | Nobel Son                             | Beth Chapman                     |                 |
| 2008 | What Just Happened                    | Anfitriona                       |                 |
| 2008 | Dark Honeymoon                        | Kathryn                          | Directo-a-vídeo |
| 2008 | Behind the Wall                       | Katelyn Parks                    |                 |
| 2013 | Kick-Ass 2                            | Miranda Swedlow / Zorra Nocturna |                 |
| 2019 | The Creatress                         | Eryn Bellow                      |                 |

### Televisión
| Año       | Título                                    | Personaje                        | Notas                                                 |
| --------- | ----------------------------------------- | -------------------------------- | ----------------------------------------------------- |
| 1998      | Mr. Music                                 | Amy White                        | Película de televisión                                |
| 1998      | Eerie, Indiana: The Other Dimension       | Carrie Taylor                    | Personaje principal. 15 Episodios                     |
| 1999      | Psi Factor: Chronicles of the Paranormal  | Gloria                           | Episodio: "School of Thought"                         |
| 1999      | Strange Justice                           | Margaret                         | Showtime. Película de televisión                      |
| 1999–2001 | Relic Hunter                              | Claudia                          | Personaje principal. (T1–2). 44 Episodios             |
| 1999–2001 | The Famous Jett Jackson                   | Riley Grant / Agente Hawk        | Recurrente. 12 Episodios                              |
| 2000      | Traders                                   | Elizabeth Watson                 | Episodio: "Money Shot"                                |
| 2000      | Twice in a Lifetime                       | Caitlin Taylor (17 años de edad) | Episodio: "Pride and Prejudice"                       |
| 2000      | Earth: Final Conflict                     | Gina Richardson                  | Episodio: "The Fields"                                |
| 2000      | Big Wolf on Campus                        | Charlotte                        | Episodio: "Pleased to Eat You"                        |
| 2001      | Jett Jackson: The Movie                   | Riley Grant / Agente Hawk        | Disney Channel Original Movie. Película de televisión |
| 2001      | Life with Judy Garland: Me and My Shadows | Lana Turner                      | ABC. Miniserie                                        |
| 2002      | Her Best Friend's Husband                 | Kelly Roberts                    | Lifetime. Película de televisión.                     |
| 2002      | A Nero Wolfe Mystery                      | Peggy Choate / Beulah Page       | Episodios: "Poison à la Carte", "Before I Die"        |
| 2002      | Mutant X                                  | Diana Moller                     | Episodio: "Time Squared"                              |
| 2002      | Strange Days at Blake Holsey High         | Amanda Durst                     | Episodio: "Fate"                                      |
| 2002      | A Christmas Visitor                       | Liz                              | Hallmark. Película de televisión                      |
| 2002–2003 | Odyssey 5                                 | Holly Culverson                  | Recurrente. 7 Episodios                               |
| 2003      | Veritas: The Quest                        | Fiona Keiran                     | Episodio: "Avalon"                                    |
| 2003      | The Twilight Zone                         | Shannon                          | Episodio: "The Pharaoh's Curse"                       |
| 2003      | Platinum                                  | Penny                            | Episodio: "Peace"                                     |
| 2003      | Starhunter                                | Serena DeLuna                    | Episodio: "Torment"                                   |
| 2004      | Cooking Lessons                           | Chloe                            | Episodio piloto. No vendido                           |
| 2005      | The 4400                                  | Liv                              | 3 Episodios                                           |
| 2005      | Category 7: The End of the World          | Brigid                           | CBS. Película de televisión                           |
| 2005      | Christmas in Boston                       | Ellen                            | ABC Family. Película de televisión                    |
| 2006      | CSI: NY                                   | Tess Larson                      | Episodio: "Open and Shut"                             |
| 2006      | Ghost Whisperer                           | Lanie                            | Episodio: "A Vicious Cycle"                           |
| 2007–2008 | October Road                              | Emily, la muchacha de la piza    | Personaje principal                                   |
| 2008      | Cold Case                                 | Gloria Flagstone                 | Episodio: "Wings"                                     |
| 2009      | Warehouse 13                              | Stephanie Goodison               | Episodio: "Resonance"                                 |
| 2009      | The Philanthropist                        | A.J. Butterfield                 | Personaje principal                                   |
| 2009      | NCIS                                      | Amanda Barrow                    | Episodio: "Endgame"                                   |
| 2011      | Brain Trust                               | Profesora Monica Ashton          | Episodio piloto. No vendido                           |
| 2011      | Republic of Doyle                         | Rebecca Jones                    | Episodio: "Live and Let Doyle"                        |
| 2011      | Christmas Magic                           | Carrie Blackford                 | Hallmark. Película de televisión                      |
| 2012      | Fairly Legal                              | Rachel                           | Episodio: "Finale"                                    |
| 2013      | The Twelve Trees of Christmas             | Cheri Jamison                    | Lifetime. Película de televisión                      |
| 2013      | Supernatural                              | Bonnie Fuschau / Vesta           | Episodio: "Rock and a Hard Place"                     |
| 2013      | Copper                                    | Teresa Trembley                  | 3 Episodios                                           |
| 2014–2018 | The Librarians                            | Cassandra Cillian                | Personaje principal                                   |
| 2016      | The Sound of Christmas                    | Lizzy                            | Hallmark Movies & Mysteries. Película de televisión   |
| 2017      | Rocky Mountain Christmas                  | Sarah                            | Hallmark Movies & Mysteries. Película de televisión   |
| 2018      | Under the Autumn Moon                     | Alex                             | Hallmark. Película de televisión                      |
| 2019      | SnowComing                                | Samantha                         | Hallmark. Película de televisión                      |
| 2019      | Stumptown                                 | Penny Landsdale Harris           | Episodio: "Dex Education"                             |
| 2020      | Swept Up By Christmas                     | Gwen                             | Hallmark. Película de televisión                      |
| 2020      | Grey's Anatomy                            | Hadley                           | 3 Episodios                                           |

- Frog Pond (1999) - Shannon
- Black Painted Moon (2002) (cortometraje) - Diva
- Bar Life (2003) - Lara
- Choke (2004) (cortometraje) - Andrea Roach
- In the Stars (2006) (cortometraje) - Cassie
- Pull the Trigger, Mr. Wicker (2012) (cortometraje) - Adrianna

## Premios y nominaciones
| Año  | Otorga             | Premio                                                      | Trabajo        | Resultado |
| ---- | ------------------ | ----------------------------------------------------------- | -------------- | --------- |
| 2016 | Golden Maple Award | Mejor Actriz en una Serie de Televisión transmitida en U.S. | The Librarians | Nominada  |